# Tatakae! Gunriser
Tatakae! Gunriser é um single de Hironobu Kageyama lançado pela Buzzic em 15 de agosto de 2012.

## Produção
O single possui três faixas. A faixa-título é cantada por Kageyama e foi feita para o ser o tema da série de tokusatsu Tetsujin Gunriser, enquanto a segunda, "Mahou no Chikara", é creditada a Gendy100km. Curiosamente, ela é o encerramento do programa de TV que transmitia Gunriser. A série era feita voltada para a cidade de Iwate, e a terceira faixa, cantada por Chairmans, possui uma coreografia onde a cantora dança com crianças no programa. As letras abordam diferentes lugares da cidade. Até Masanobu Sato, arranjador da última faixa, vive na cidade de Iwate, onde se tornou compositor musical. 

## Faixas
| N.º            | Título                                       | Letras         | Música             | Arranjo            | Duração |  |
| 1.             | "Tatakae! Gunriser" (voz: Hironobu Kageyama) | Dachi          | Dachi              | Yoshiteru Nakao    | 3:01    |  |
| 2.             | "Mahou No Chikara" (voz: Gendy100km)         | Gendy          | Gendy e Greenfield | Gendy e Greenfield | 4:10    |  |
| 3.             | "Odore! Gunriser" (voz: Chairmans)           | Piro           | HIDEZO             | Masanobu Sato      | 2:48    |  |
| 4.             | "Tatakae! Gunriser (Karaoke)"                | instrumental   | Dachi              | Yoshiteru Nakao    | 3:01    |  |
| 5.             | "Mahou No Chikara (Karaoke)"                 | instrumental   | Gendy e Greenfield | Gendy e Greenfield | 4:09    |  |
| 6.             | "Odore! Gunriser (Karaoke)"                  | instrumental   | HIDEZO             | Masanobu Sato      | 2:45    |  |
| Duração total: | Duração total:                               | Duração total: | Duração total:     | Duração total:     | 19:57   |  |